# Sztaravoda-forrás

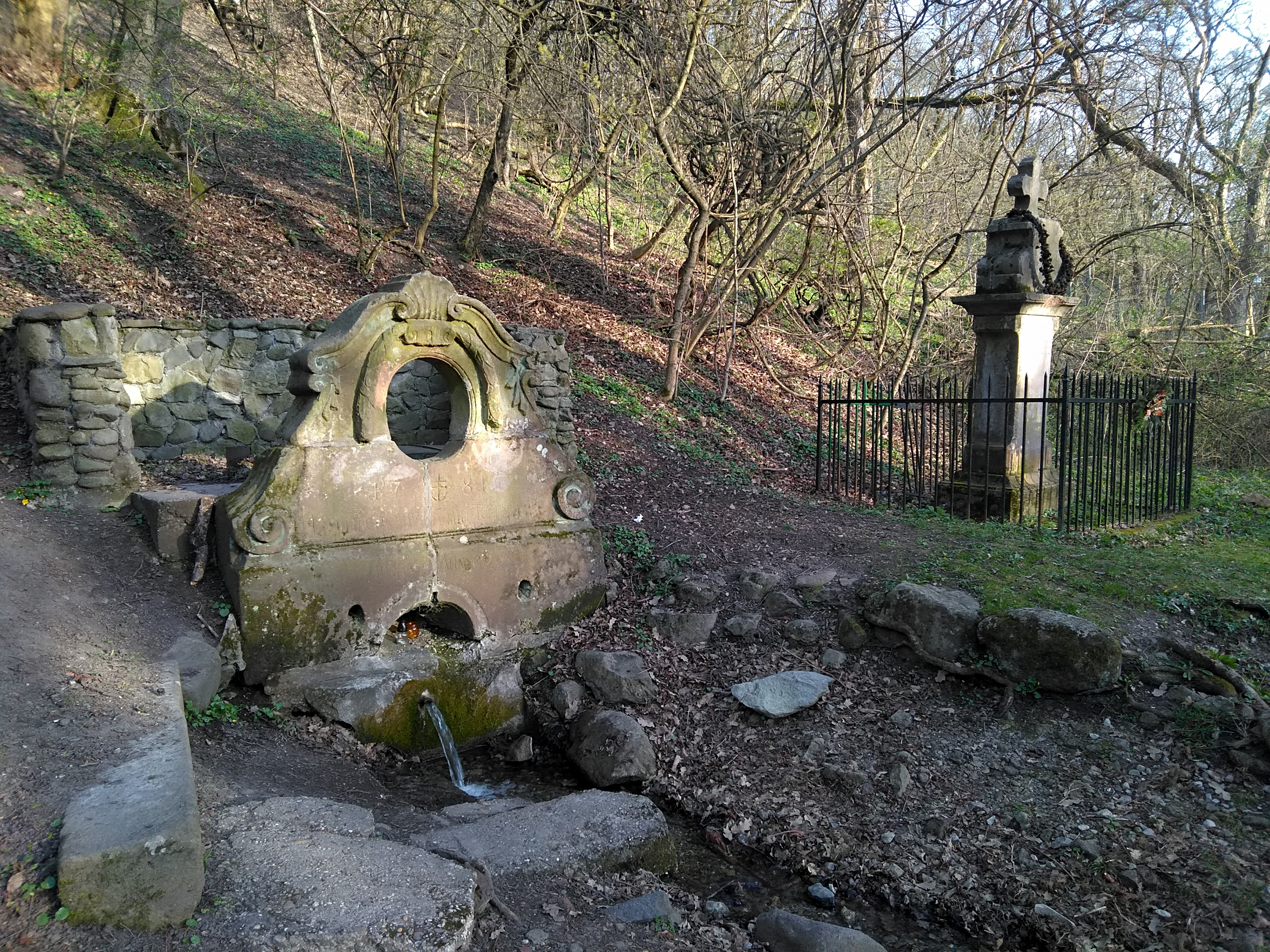
A Sztaravoda-forrás Szentendre határában, 2024-ben

A Sztaravoda-forrás a Pest vármegyei Szentendre határában, Sztaravoda és Szarvashegy városrészek között, a Sztaravoda-patak völgyében fakad. A forrástól délre helyezkedik el a szentendrei Skanzen (Szabadtéri Néprajzi Múzeum). A forrás közelében haladó műút (Forrás utca) a Pap-rétre vezet.

## Története
A Visegrádi-hegység legrégebben (1741-ben) foglalt forrása.
A sztaravoda szerb szó, jelentése: öregvíz. Eredeti szerb elnevezése "Sztaroga" vagy "Sztara Voda" lehetett,  a magyarok ennek megfelelően Öregvízként, Öreg-patakként, ill. Ókútként emlegették.
A szocializmus idején a Szabadság-forrás nevet viselte.
A rokokó kútfőt 1781-ben egy szerb kereskedő készíttette. A mellette álló vörösmárvány keresztet 1810-ben állították a forrásból merítő, és közben halálos balesetet szenvedő evangélikus lelkész emlékére (akit a foglalatból kimozduló kő ütött agyon).

## Látnivalók a közelben
- Szentendrei skanzen
- Szarvashegy-városrész a közelben
- Sztaravoda-patak
- Pismány-városrész a közelben
- Mély-mocsár